# Rudolf Hilferding
Rudolf Hilferding (Viena, 10 d'agost de 1877 - París, 11 de febrer de 1941) fou un economista marxista austríac que encapçalà les teories i polítiques socials del Partit Socialdemòcrata d'Alemanya (SPD) durant l'època de la República de Weimar. Està reconegut universalment com el major teòric de l'SPD del segle xx.

## Biografia
Ja com a jove estudiant de medicina Hilferding pertanyia al cercle dels austromarxistes. Otto Bauer, Karl Renner, Max Adler, Gustav Eckstein eren i van continuar essent els seus millors amics, mentre que Karl Kautsky, que va publicar els seus primers articles a Die Neue Zeit, va ser el seu mentor.
Rudolf Hilferding va escriure el llibre que aviat el convertí en l'economista marxista més conegut de la seva època. Das Finanzkapital («El capital financer»), publicat el 1910 a Viena, va esdevenir ràpidament en el clàssic més llegit, més citat i més reverit per amics i enemics: molts van voler veure en ell una continuació d'El capital de Karl Marx a l'alçada de l'original. Fins aleshores va ser l'intent més ambiciós i sistemàtic per explicar en una terminologia marxista els recents esdeveniments i canvis estructurals que havien portat a la Gran Depressió.
Hilferding va anar «amb Marx més enllà de Marx» en la teoria del diner, l'anàlisi del crèdit i els mercats financers, l'anàlisi dels fenòmens de la competència, en la teoria de les crisis i l'anàlisi de la política econòmica i financera dels estats capitalistes.
Després de convertir-se en un reconegut periodista afí a l'SPD, participà en la Revolució Alemanya. El 1923 fou Ministre d'Economia d'Alemanya, càrrec que també ocupà entre el 1928 i 1929. El 1933 va veure's obligat a exiliar-se'n, primer a Zúric i després a París, on va morir a mans de la Gestapo el 1941.

## Obra publicada
- Kriegskapitalismus. In: Arbeiter-Zeitung., Wien 1915.
- Böhm-Bawerks Marx-Kritik. In: Marx-Studien. Blätter zur Theorie und Politik des wissenschaftlichen Sozialismus. Band 1, Wien 1904, S. 1–61 (Reprint: Auvermann, Glashütten 1971) mxks.de (PDF, 1,5 MB).
- Das Finanzkapital. In: Marx-Studien. Blätter zur Theorie und Politik des wissenschaftlichen Sozialismus. Band 3, Wien 1910, S. V–477 (Reprint: Auvermann, Glashütten 1971).
- Organisierter Kapitalismus. Referate und Diskussionen vom Sozialdemokratischen Parteitag 1927 in Kiel. s.n., Kiel 1927.